# Валентина Лутајева
Валентина Лутајева (укр. Валентина Іванівна Лутаєва-Берзіна; 18. јун 1956 — 12. јануар 2023) је била украјинска рукометашица и олимпијска шампионка.

## Биографија
Рођена је 18. јуна 1956. у Запорожју, где је дипломирала на Индустријском институту. Играла је за рукометашки клуб „Запорожје” 1973—1984, „Мотор” 1986—1989, „Вроцлав” 1989. и „Братиславу” 1990. године. Била је тренер Леонида Ратнера. Освојила је бронзану медаљу на Светском првенству 1977. и златну медаљу на Летњим олимпијским играма 1980. као члан рукометне репрезентације Совјетског Савеза. Преминула је 12. јануара 2023.